# Ruigtewolfspin
De ruigtewolfspin (Pardosa agricola) is een spin die behoort tot de wolfspinnen. De soort komt voor Europa tot Kazachstan.
Het mannetje wordt 2,5 tot 3 mm groot, het vrouwtje wordt 3,5 tot 4 mm.